# Liste der denkmalgeschützten Objekte im Okres Děčín
Grundlage dieser Liste der denkmalgeschützten Objekte im Okres Děčín ist die ÚSKP-Liste (tschechisch Ústřední seznam kulturních památek České republiky ‚Zentrale Liste der Kulturdenkmäler der Tschechischen Republik‘), die von der tschechischen Denkmalschutzbehörde NPÚ (tschechisch Národní památkový ústav ‚Nationale Denkmalbehörde‘) seit 1987 geführt wird und an die seit dem Jahre 1850 geschaffenen Listen anschließt.
Die folgenden Angaben ersetzen nicht die rechtsverbindliche Auskunft der Denkmalbehörde.
Die denkmalgeschützten Objekte werden hier für die einzelnen Gemeinden aufgelistet.
Außerdem gibt es separate Listen für folgende Orte:
- Liste der denkmalgeschützten Objekte in Benešov nad Ploučnicí
- Liste der denkmalgeschützten Objekte in Česká Kamenice
- Liste der denkmalgeschützten Objekte in Děčín
- Liste der denkmalgeschützten Objekte in Františkov nad Ploučnicí
- Liste der denkmalgeschützten Objekte in Chřibská
- Liste der denkmalgeschützten Objekte in Jetřichovice
- Liste der denkmalgeschützten Objekte in Jiřetín pod Jedlovou
- Liste der denkmalgeschützten Objekte in Krásná Lípa
- Liste der denkmalgeschützten Objekte in Merboltice
- Liste der denkmalgeschützten Objekte in Mikulášovice
- Liste der denkmalgeschützten Objekte in Rumburk
- Liste der denkmalgeschützten Objekte in Srbská Kamenice
- Liste der denkmalgeschützten Objekte in Šluknov
- Liste der denkmalgeschützten Objekte in Valkeřice
- Liste der denkmalgeschützten Objekte in Varnsdorf
- Liste der denkmalgeschützten Objekte in Verneřice

## Arnoltice(Arnsdorf)
| Lage                                | Objekt                   | Beschreibung | ÚSKP-Nr.                  | Bild              |
| ----------------------------------- | ------------------------ | --- | ------------------------- | ----------------- |
| Arnoltice (Standort)                | Kirche Mariä Himmelfahrt | 1757/58 errichtet                                                                                               | 14978/5-3562 Info Katalog | weitere Bilder    |
| Arnoltice (Standort)                | Mariensäule              | 18. Jahrhundert                                                                                                 | 30563/5-3563 Info Katalog | Mariensäule       |
| Arnoltice 31 (Standort)             | Bauernhaus Nr. 31        | Bauerngehöft (Umgebindehaus)                                                                                    | 23121/5-3565 Info Katalog | Bauernhaus Nr. 31 |
| Arnoltice Nr. 183 (Standort)        | Windmühle                | ehemalige Holländerwindmühle                                                                                    | 27774/5-3564 Info Katalog | weitere Bilder    |
| Arnoltice oder Janov, bei Nr. 53 () | Sühnekreuz               | Sühnestein (vermutlich an der Straße von Arnoltice nach Janov oder das Gaudernack-Kreuz an der Belvedere-Allee) | 44070/5-5388 Info Katalog |                   |

## Bynovec(Binsdorf)
| Lage                  | Objekt                      | Beschreibung                       | ÚSKP-Nr.                  | Bild                        |
| --------------------- | --------------------------- | ---------------------------------- | ------------------------- | --------------------------- |
| Bynovec (Standort)    | Statue der Maria Immaculata | Statue der Maria Immaculata (1734) | 35021/5-3567 Info Katalog | Statue der Maria Immaculata |
| Bynovec ()            | Bildstock                   | Bildstock                          | 11442/5-5782 Info Katalog |                             |
| Bynovec 74 (Standort) | Bauernhaus Nr. 74           | Bauerngehöft                       | 14293/5-3566 Info Katalog | BW                          |

## Dobrná(Dobern)
| Lage                  | Objekt              | Beschreibung | ÚSKP-Nr.                  | Bild           |
| --------------------- | ------------------- | ------------ | ------------------------- | -------------- |
| Dobrná (Standort)     | Kapelle St. Nepomuk |              | 39106/5-3654 Info Katalog | weitere Bilder |
| Dobrná 10 (Standort)  | Bauernhaus Nr. 10   | Bauerngehöft | 41942/5-3650 Info Katalog | BW             |
| Dobrná 59 (Standort)  | Bauernhaus Nr. 59   | Bauerngehöft | 22387/5-3649 Info Katalog | weitere Bilder |
| Dobrná 67 (Standort)  | Bauernhaus Nr. 67   | Bauerngehöft | 36988/5-3648 Info Katalog | BW             |
| Dobrná 77 (Standort)  | Bauernhaus Nr. 77   | Bauerngehöft | 18927/5-3647 Info Katalog | BW             |
| Dobrná 87 (Standort)  | Bauernhaus Nr. 87   | Bauerngehöft | 45790/5-3651 Info Katalog | BW             |
| Dobrná 88 (Standort)  | Bauernhaus Nr. 88   | Bauerngehöft | 30343/5-3652 Info Katalog | BW             |
| Dobrná 155 (Standort) | Bauernhaus Nr. 155  | Bauerngehöft | 23401/5-3655 Info Katalog | BW             |

## Dolní Habartice(Nieder-Ebersdorf)
| Lage                          | Objekt            | Beschreibung | ÚSKP-Nr.                  | Bild |
| ----------------------------- | ----------------- | ------------ | ------------------------- | ---- |
| Dolní Habartice 20 (Standort) | Bauernhaus Nr. 20 | Bauerngehöft | 18694/5-3656 Info Katalog | BW   |

## Dolní Podluží(Niedergrund)
| Lage                                                       | Objekt                       | Beschreibung | ÚSKP-Nr.                  | Bild               |
| ---------------------------------------------------------- | ---------------------------- | --- | ------------------------- | ------------------ |
| Dolní Podluží (Standort)                                   | Katharinenkirche             | Kirche der hl. Katharina | 42147/5-3657 Info Katalog | weitere Bilder     |
| Dolní Podluží 184 (Standort)                               | Bauernhaus Nr. 184           | Bauerngehöft (Umgebindehaus) | 24817/5-3659 Info Katalog | Bauernhaus Nr. 184 |
| Dolní Podluží, an der Landstraße nach Varnsdorf (Standort) | Nepomuk-Statue               | Nepomuk-Statue | 10399/5-5513 Info Katalog | Nepomuk-Statue     |
| Dolní Podluží, Friedhof, westliche Seite (Standort)        | Grabstätte der Familie Brass | Areal der Familiengruft Brass. An der Westseite des Friedhofs befindet sich die 1893 nach Plänen von Viktor Luntz erbaute Familiengruft der Familie Brass. Sie besteht aus einer Terrasse, die das Gelände nivelliert, auf dem die Grabkapelle selbst steht. Auf der Westseite wird das Gebiet durch eine Steinmauer begrenzt. - Grabmal der Familie Brass: ein neugotischer Bau, 1893 entworfen vom Wiener Architekten Viktor Luntz (1840–1903). Das rechteckige Backsteingebäude mit Eckpfeilern ist mit einem hohen Dach abgeschlossen, das von einer Steinlaterne gekrönt wird. - Terrasse mit Treppe: Die Steinterrasse, auf der das Grab errichtet wurde, gleicht das nach Norden hin abfallende Gelände aus. - Eine steinerne Umfassungsmauer begrenzt den Bereich auf der Westseite. | 106461 Info Katalog       | weitere Bilder     |

## Dolní Poustevna(Niedereinsiedel)
| Lage                                       | Objekt            | Beschreibung   | ÚSKP-Nr.                  | Bild           |
| ------------------------------------------ | ----------------- | -------------- | ------------------------- | -------------- |
| Dolní Poustevna, Lobendavská 36 (Standort) | Bauernhaus Nr. 36 | Bauerngehöft   | 10434/5-5492 Info Katalog | BW             |
| Dolní Poustevna ()                         | Pietà-Skulptur    | Pietà-Skulptur | 27435/5-3660 Info Katalog | weitere Bilder |

## Doubice(Daubitz)
| Lage               | Objekt                              | Beschreibung              | ÚSKP-Nr.                  | Bild           |
| ------------------ | ----------------------------------- | ------------------------- | ------------------------- | -------------- |
| Doubice (Standort) | Chřibský hrádek (Unterer Karlstein) | Burgruine Chřibský hrádek | 25412/5-3700 Info Katalog | weitere Bilder |
| Doubice (Standort) | Kirche Mariä Himmelfahrt            | Kirche Mariä Himmelfahrt  | 37837/5-3665 Info Katalog | weitere Bilder |

## Heřmanov(Hermersdorf)
| Lage                                    | Objekt            | Beschreibung | ÚSKP-Nr.                  | Bild |
| --------------------------------------- | ----------------- | ------------ | ------------------------- | ---- |
| Blankartice 3 (Blankersdorf) (Standort) | Bauernhaus Nr. 3  | Bauerngehöft | 20892/5-3674 Info Katalog | BW   |
| Blankartice 4 (Standort)                | Bauernhaus Nr. 4  | Bauerngehöft | 38476/5-3675 Info Katalog | BW   |
| Blankartice 47 (Standort)               | Bauernhaus Nr. 47 | Bauerngehöft | 25360/5-3676 Info Katalog | BW   |
| Heřmanov 77 (Standort)                  | Bauernhaus Nr. 77 | Bauerngehöft | 29388/5-3672 Info Katalog | BW   |
| Fojtovice 9 (Voitsdorf) (Standort)      | Bauernhaus Nr. 9  | Bauerngehöft | 22158/5-3678 Info Katalog | BW   |
| Fojtovice 38 (Standort)                 | Bauernhaus Nr. 38 | Bauerngehöft | 19656/5-3677 Info Katalog | BW   |
| Fojtovice 69 (Standort)                 | Bauernhaus Nr. 69 | Bauerngehöft | 36253/5-3679 Info Katalog | BW   |

## Horní Habartice(Ober-Ebersdorf)
| Lage                                          | Objekt            | Beschreibung | ÚSKP-Nr.                  | Bild |
| --------------------------------------------- | ----------------- | ------------ | ------------------------- | ---- |
| Horní Habartice 71 (Standort)                 | Bauernhaus Nr. 71 | Bauerngehöft | 33236/5-3681 Info Katalog | BW   |
| Horní Habartice, im Garten am Haus Nr. 302 () | Kruzifix          | Kruzifix     | 51394/5-5922 Info Katalog |      |

## Horní Podluží(Obergrund)
| Lage                              | Objekt               | Beschreibung                 | ÚSKP-Nr.                  | Bild                 |
| --------------------------------- | -------------------- | ---------------------------- | ------------------------- | -------------------- |
| Horní Podluží (Standort)          | Flurkreuz            | 1757 errichtet               | 22980/5-3684 Info Katalog | Flurkreuz            |
| Horní Podluží (Standort)          | Statue des hl. Josef | Statue des hl. Josef         | 45883/5-3683 Info Katalog | Statue des hl. Josef |
| Horní Podluží, Světlík (Standort) | Windmühle            | ehemalige Holländerwindmühle | 44724/5-3685 Info Katalog | weitere Bilder       |
| Horní Podluží 41 (Standort)       | Bauernhaus Nr. 41    | Bauerngehöft                 | 38446/5-3682 Info Katalog | Bauernhaus Nr. 41    |

## Hřensko(Herrnskretschen)
| Lage                              | Objekt                              | Beschreibung                        | ÚSKP-Nr.                  | Bild             |
| --------------------------------- | ----------------------------------- | ----------------------------------- | ------------------------- | ---------------- |
| Hřensko (Standort)                | Kirche des hl. Johannes von Nepomuk | Kirche des hl. Johannes von Nepomuk | 14404/5-4518 Info Katalog | weitere Bilder   |
| Mezná 6 (Stimmersdorf) (Standort) | Bauernhaus Nr. 6                    | Bauerngehöft (Umgebindehaus)        | 15128/5-3849 Info Katalog | Bauernhaus Nr. 6 |
| Mezná 8 (Standort)                | Bauernhaus Nr. 8                    | Bauerngehöft                        | 45953/5-3850 Info Katalog | BW               |
| Mezná 17 (Standort)               | Bauernhaus Nr. 17                   | Bauerngehöft                        | 34401/5-3851 Info Katalog | BW               |
| Mezná 23 (Standort)               | Bauernhaus Nr. 23                   | Bauerngehöft                        | 39528/5-3852 Info Katalog | BW               |
| Mezná 29 (Standort)               | Bauernhaus Nr. 29                   | Bauerngehöft                        | 23718/5-3853 Info Katalog | BW               |
| Mezná 31 (Standort)               | Bauernhaus Nr. 31                   | Bauerngehöft                        | 40721/5-3855 Info Katalog | BW               |
| Mezná 36 (Standort)               | Bauernhaus Nr. 36                   | Bauerngehöft                        | 26731/5-3856 Info Katalog | BW               |
| Mezná 45 (Standort)               | Bauernhaus Nr. 45                   | Bauerngehöft                        | 28768/5-3857 Info Katalog | BW               |

## Huntířov(Güntersdorf)
| Lage                                    | Objekt            | Beschreibung                                   | ÚSKP-Nr.                  | Bild           |
| --------------------------------------- | ----------------- | ---------------------------------------------- | ------------------------- | -------------- |
| Huntířov, Františkův vrch 7 (Standort)  | Windmühle         | ehemalige Windmühle, erbaut im 19. Jahrhundert | 36469/5-3689 Info Katalog | weitere Bilder |
| Huntířov 13 ()                          | Bauernhaus Nr. 13 | Bauerngehöft                                   | 40291/5-3687 Info Katalog |                |
| Nová Oleška 18 (Neu Ohlisch) (Standort) | Bauernhaus Nr. 18 | Bauerngehöft                                   | 45751/5-3690 Info Katalog | BW             |
| Nová Oleška 23 (Standort)               | Bauernhaus Nr. 23 | Bauerngehöft, früher Nr. 1                     | 38539/5-3692 Info Katalog | BW             |
| Nová Oleška 44 (Standort)               | Bauernhaus Nr. 44 | Bauerngehöft                                   | 27069/5-3691 Info Katalog | BW             |
| Stará Oleška (Alt Ohlisch) ()           | Bildstock         | Bildstock                                      | 11443/5-5783 Info Katalog |                |

## Janov(Jonsdorf)
| Lage                 | Objekt                      | Beschreibung                | ÚSKP-Nr.                  | Bild      |
| -------------------- | --------------------------- | --------------------------- | ------------------------- | --------- |
| Janov (Standort)     | Kapelle Johannes der Täufer | Kapelle Johannes der Täufer | 28307/5-3911 Info Katalog | BW        |
| Janov 2 (Standort)   | Bauernhaus Nr. 2            | Bauerngehöft                | 46668/5-3912 Info Katalog | BW        |
| Janov 88 (Standort)  | Bauernhaus Nr. 88           | Bauerngehöft                | 28320/5-3913 Info Katalog | BW        |
| Janov 116 (Standort) | Bauernhaus Nr. 116          | Bauerngehöft                | 26070/5-3914 Info Katalog | BW        |
| Janov 126 (Standort) | Bauernhaus Nr. 126          | Bauerngehöft                | 36080/5-3915 Info Katalog | BW        |
| Janov 179 (Standort) | Bauernhaus Nr. 179          | Bauerngehöft                | 35925/5-3916 Info Katalog | BW        |
| Janov 180 (Standort) | Windmühle                   | erbaut 1844                 | 14119/5-3918 Info Katalog | Windmühle |

## Janská(Jonsbach)
| Lage                 | Objekt                                        | Beschreibung                                  | ÚSKP-Nr.                  | Bild                                          |
| -------------------- | --------------------------------------------- | --------------------------------------------- | ------------------------- | --------------------------------------------- |
| Janská 10 (Standort) | Bauernhaus Nr. 10                             | Bauerngehöft                                  | 19823/5-3712 Info Katalog | BW                                            |
| Janská 49 (Standort) | Bauernhaus Nr. 49                             | Bauerngehöft                                  | 37174/5-3713 Info Katalog | BW                                            |
| Janská ()            | Säule mit Statue des hl. Johannes von Nepomuk | Säule mit Statue des hl. Johannes von Nepomuk | 33514/5-3711 Info Katalog | Säule mit Statue des hl. Johannes von Nepomuk |
| Janská ()            | Gedenkstein für das KZ-Außenlager Rabstein    | Gedenkstein für das KZ-Außenlager Rabštejn    | 18942/5-3714 Info Katalog | Gedenkstein für das KZ-Außenlager Rabstein    |

## Jílové(Eulau)
| Lage                                                                       | Objekt                                 | Beschreibung | ÚSKP-Nr.                  | Bild                                |
| -------------------------------------------------------------------------- | -------------------------------------- | --- | ------------------------- | ----------------------------------- |
| Jílové, Mírové náměstí 39, 156, 157, 338 (Standort)                        | Schloss Eulau                          | Schloss Jílové mit: - Schloss Nr. 39 - Haus Nr. 156 - Haus Nr. 157 - Remise mit Epitaph - Park - Reste der Befestigung - Brücke - Brunnen mit Statue - Pavillon mit Resten von Skulpturen - Säule mit der Statue von hl. Johannes von Nepomuk | 29389/5-3746 Info Katalog | weitere Bilder                      |
| Jílové, Kreuzung Nábřeží/Kostelní, am Bach (Standort)                      | Statue des hl. Johannes von Nepomuk    | Statue des hl. Johannes von Nepomuk | 24892/5-3747 Info Katalog | Statue des hl. Johannes von Nepomuk |
| Kamenná (Gesteinigt), Revoluční 18 (Standort)                              | Bauernhaus Nr. 18                      | Bauerngehöft | 20060/5-3750 Info Katalog | BW                                  |
| Kamenná, Přímá 27 (Standort)                                               | Bauernhaus Nr. 27                      | Bauerngehöft | 15809/5-3748 Info Katalog | BW                                  |
| Martiněves (Merzdorf), V lesíku Nr. 121, Teplická (Standort)               | Haus Nr. 121                           | Bauerngehöft, früher Nr. 10 | 31837/5-3753 Info Katalog | BW                                  |
| Martiněves, Kamenný dvůr 26 (Standort)                                     | ehem. Herrenhaus Nr. 26                | Landwirtschaftliches Gehöft (Ruine) „Kravín“ | 18020/5-3752 Info Katalog | BW                                  |
| Sněžník 1, im südlichen Teil des Schneebergs (Děčínský Sněžník) (Standort) | Aussichtsturm auf dem Hohen Schneeberg | Aussichtsturm auf dem Děčínský Sněžník | 19175/5-5028 Info Katalog | weitere Bilder                      |
| Sněžník 5 (Schneeberg) (Standort)                                          | Bauernhaus Nr. 5                       | Bauerngehöft | 46752/5-3935 Info Katalog | BW                                  |
| Sněžník 11 (Standort)                                                      | Bauernhaus Nr. 11                      | Bauerngehöft | 25823/5-3936 Info Katalog | BW                                  |
| Sněžník Nr. 22 (Standort)                                                  | Bauernhaus Nr. 22                      | Bauerngehöft, früher Nr. 58 | 33130/5-3938 Info Katalog | BW                                  |
| Sněžník Nr. 25 (Standort)                                                  | Bauernhaus Nr. 25                      | Bauerngehöft, früher Nr. 55 | 28790/5-3937 Info Katalog | BW                                  |
| Sněžník 83 (Standort)                                                      | Bauernhaus Nr. 83                      | Bauerngehöft | 24407/5-3939 Info Katalog | BW                                  |
| Sněžník 87 (Standort)                                                      | Bauernhaus Nr. 87                      | Bauerngehöft | 16861/5-3940 Info Katalog | BW                                  |

## Jiříkov(Georgswalde)
| Lage                                                | Objekt                                                                           | Beschreibung | ÚSKP-Nr.                  | Bild                                                                             |
| --------------------------------------------------- | -------------------------------------------------------------------------------- | --- | ------------------------- | -------------------------------------------------------------------------------- |
| Starý Jiříkov (Alt Georgswalde), Náměstí (Standort) | Georgenkirche                                                                    | St.-Georgs-Kirche mit: - Kirche - Leichenhalle - Einfriedungsmauer mit drei Toren und drei Treppen - 14 Kreuzwegstationen | 14939/5-3767 Info Katalog | weitere Bilder                                                                   |
| Starý Jiříkov, Náměstí (Standort)                   | Statuen des hl. Karl Borromäus, des hl. Johannes von Nepomuk und des hl. Florian | Statuen des hl. Karl Borromäus, des hl. Johannes von Nepomuk und des hl. Florian                                          | 47691/5-3768 Info Katalog | Statuen des hl. Karl Borromäus, des hl. Johannes von Nepomuk und des hl. Florian |
| Starý Jiříkov, Náměstí 3/4 (Standort)               | Bauernhaus Nr. 3                                                                 | Bauerngehöft (Umgebindehaus)                                                                                              | 13857/5-3771 Info Katalog | Bauernhaus Nr. 3                                                                 |
| Starý Jiříkov, Náměstí 4/3 (Standort)               | Bauernhaus Nr. 4                                                                 | Bauerngehöft (Umgebindehaus)                                                                                              | 39137/5-3770 Info Katalog | Bauernhaus Nr. 4                                                                 |
| Starý Jiříkov, Náměstí 5/2 (Standort)               | Pfarrhaus                                                                        | Pfarrhaus | 52253/5-3769 Info Katalog | weitere Bilder                                                                   |
| Starý Jiříkov, Náměstí 586/10 (Standort)            | Haus Nr. 586                                                                     | Bauerngehöft | 105604 Info Katalog       | BW                                                                               |
| Starý Jiříkov, Tylova 8/3 (Standort)                | Bauernhaus Nr. 8                                                                 | Bauerngehöft | 33770/5-3772 Info Katalog | BW                                                                               |
| Starý Jiříkov, Tylova 15 ()                         | Bauernhaus Nr. 15                                                                | Bauerngehöft | 53311/5-3773 Info Katalog |                                                                                  |
| Starý Jiříkov, Filipovská 507/7 (Standort)          | Bauernhaus Nr. 507                                                               | Bauerngehöft | 26935/5-3774 Info Katalog | BW                                                                               |

## Kunratice(Kunnersdorf)
| Lage                    | Objekt      | Beschreibung | ÚSKP-Nr.                  | Bild |
| ----------------------- | ----------- | ------------ | ------------------------- | ---- |
| Kunratice 46 (Standort) | Haus Nr. 46 | Bauernhaus   | 25302/5-3790 Info Katalog | BW   |

## Kytlice(Kittlitz)
| Lage                                            | Objekt                              | Beschreibung                        | ÚSKP-Nr.                  | Bild                                |
| ----------------------------------------------- | ----------------------------------- | ----------------------------------- | ------------------------- | ----------------------------------- |
| Kytlice (Standort)                              | Antoniuskirche                      | Kirche des hl. Antonius von Padua   | 38938/5-3793 Info Katalog | weitere Bilder                      |
| Kytlice, Falknov (Falkenau), Křížová (Standort) | Statue des hl. Johannes von Nepomuk | Statue des hl. Johannes von Nepomuk | 44015/5-5301 Info Katalog | Statue des hl. Johannes von Nepomuk |
| Kytlice 3 (Standort)                            | Bauernhaus Nr. 3                    | Bauerngehöft (Umgebindehaus)        | 36221/5-3794 Info Katalog | Bauernhaus Nr. 3                    |
| Kytlice 7 (Standort)                            | Bauernhaus Nr. 7                    | Bauerngehöft                        | 32964/5-3798 Info Katalog | Bauernhaus Nr. 7                    |
| Kytlice 11 (Standort)                           | Bauernhaus Nr. 11                   | Bauerngehöft                        | 25257/5-3795 Info Katalog | Bauernhaus Nr. 11                   |
| Kytlice 57 (Standort)                           | Bauernhaus Svitava                  | Bauerngehöft Svitava                | 31051/5-3796 Info Katalog | Bauernhaus Svitava                  |
| Kytlice 63 (Standort)                           | Bauernhaus Nr. 63                   | Bauerngehöft (Umgebindehaus)        | 20510/5-3797 Info Katalog | Bauernhaus Nr. 63                   |
| Dolní Falknov 13 (Nieder Falkenau) (Standort)   | Bauernhaus Nr. 13                   | Bauerngehöft                        | 31772/5-3801 Info Katalog | BW                                  |
| Dolní Falknov 23 (Standort)                     | Bauernhaus Nr. 23                   | Bauerngehöft                        | 17252/5-3799 Info Katalog | BW                                  |
| Dolní Falknov 31 (Standort)                     | Bauernhaus Nr. 31                   | Bauerngehöft                        | 30979/5-3802 Info Katalog | BW                                  |
| Dolní Falknov 53 (Standort)                     | Bauernhaus Nr. 53                   | Bauerngehöft                        | 25893/5-3800 Info Katalog | BW                                  |
| Mlýny I Nr. 8 (Hillemühl I) (Standort)          | Haus Nr. 8                          | Bauernhaus                          | 26740/5-3804 Info Katalog | BW                                  |

## Labská Stráň(Elbleiten)
| Lage                      | Objekt           | Beschreibung | ÚSKP-Nr.                  | Bild |
| ------------------------- | ---------------- | ------------ | ------------------------- | ---- |
| Labská Stráň 1 (Standort) | Bauernhaus Nr. 1 | Bauerngehöft | 24049/5-3568 Info Katalog | BW   |

## Lipová(Hainspach)
| Lage                  | Objekt                              | Beschreibung                        | ÚSKP-Nr.                  | Bild                                |
| --------------------- | ----------------------------------- | ----------------------------------- | ------------------------- | ----------------------------------- |
| Lipová 401 (Standort) | Schloss Hainspach                   | Schloss Hainspach (Ruine)           | 25843/5-3809 Info Katalog | weitere Bilder                      |
| Lipová 424 (Standort) | Bauernhaus Nr. 424                  | Bauerngehöft (Umgebindehaus)        | 22278/5-3812 Info Katalog | Bauernhaus Nr. 424                  |
| Lipová (Standort)     | Kirche des hl. Simon und Juda       | Kirche des hl. Simon und Juda       | 24921/5-3808 Info Katalog | weitere Bilder                      |
| Lipová (Standort)     | Statue des hl. Josef                | Statue des hl. Josef                | 35139/5-3811 Info Katalog | Statue des hl. Josef                |
| Lipová (Standort)     | Statue des hl. Johannes von Nepomuk | Statue des hl. Johannes von Nepomuk | 24704/5-3810 Info Katalog | Statue des hl. Johannes von Nepomuk |

## Lobendava(Lobendau)
| Lage                                                                        | Objekt                              | Beschreibung | ÚSKP-Nr.                  | Bild           |
| --------------------------------------------------------------------------- | ----------------------------------- | --- | ------------------------- | -------------- |
| Lobendava, am nordöstlichen Ende der Stadt (Standort)                       | Kirche Mariä Heimsuchung            | Kirche Mariä Heimsuchung                                                                                                  | 40752/5-3813 Info Katalog | weitere Bilder |
| Lobendava (Standort)                                                        | Statue des hl. Johannes von Nepomuk | Statue des hl. Johannes von Nepomuk                                                                                       | 23317/5-3816 Info Katalog | weitere Bilder |
| Lobendava 3 (Standort)                                                      | Pfarrhaus                           | Pfarrhaus | 17233/5-3814 Info Katalog | Pfarrhaus      |
| Lobendava (Standort)                                                        | Kapelle der hl. Anna                | Kapelle der hl. Anna, mit dem Kreuzweg auf dem Annenberg                                                                  | 46226/5-3815 Info Katalog | weitere Bilder |
| Lobendava, auf dem Joachimsberg, etwa 2 km nordöstlich der Stadt (Standort) | Kapelle des hl. Joachim             | Kapelle des hl. Joachim, mit den zerstörten Kreuzwegstationen auf dem Joachimsberg, Teil einer archäologischen Fundstätte | 105431 Info Katalog       | weitere Bilder |
| Severní 54 (Hilgersdorf) (Standort)                                         | Wassermühle Nr. 54                  | Hilgersdorfer Mühle | 12329/5-5500 Info Katalog | BW             |
| Severní 166 (Standort)                                                      | Haus Nr. 166                        | Wohnhaus | 12327/5-5490 Info Katalog | BW             |
| Severní 167 (Standort)                                                      | Tischlerei                          | Tischlerei | 12328/5-5491 Info Katalog | BW             |

## Ludvíkovice(Losdorf)
| Lage                   | Objekt          | Beschreibung    | ÚSKP-Nr.                  | Bild            |
| ---------------------- | --------------- | --------------- | ------------------------- | --------------- |
| Ludvíkovice (Standort) | Kudlich-Denkmal | Kudlich-Denkmal | 20833/5-3819 Info Katalog | Kudlich-Denkmal |
| Ludvíkovice ()         | Bildstock       | Bildstock       | 44727/5-3817 Info Katalog |                 |

## Malá Veleň(Klein Wehlen)
| Lage                        | Objekt              | Beschreibung        | ÚSKP-Nr.                  | Bild |
| --------------------------- | ------------------- | ------------------- | ------------------------- | ---- |
| Malá Veleň 23 (Standort)    | Bauernhaus Nr. 23   | Bauerngehöft        | 41546/5-3825 Info Katalog | BW   |
| Malá Veleň 44 (Standort)    | Bauernhaus Nr. 44   | Bauerngehöft        | 41729/5-3828 Info Katalog | BW   |
| Malá Veleň 49 (Standort)    | Bauernhaus Nr. 49   | Bauerngehöft        | 19526/5-3829 Info Katalog | BW   |
| Jedlka (Höflitz) (Standort) | Statue der hl. Anna | Statue der hl. Anna | 40140/5-3831 Info Katalog | BW   |
| Jedlka (Standort)           | Annenkirche         | Kirche der hl. Anna | 19934/5-3830 Info Katalog | BW   |

## Malšovice(Malschwitz)
| Lage                         | Objekt                | Beschreibung          | ÚSKP-Nr.                  | Bild           |
| ---------------------------- | --------------------- | --------------------- | ------------------------- | -------------- |
| Javory 25 (Ohren) (Standort) | Bauernhaus Nr. 25     | Bauerngehöft          | 17699/5-3832 Info Katalog | BW             |
| Javory 28 (Standort)         | Bauernhaus Nr. 28     | Bauerngehöft          | 30110/5-3833 Info Katalog | BW             |
| Javory (Standort)            | Kirche des hl. Prokop | Kirche des hl. Prokop | 51491/5-5924 Info Katalog | weitere Bilder |

## Markvartice(Markersdorf)
| Lage                        | Objekt            | Beschreibung                                                         | ÚSKP-Nr.                  | Bild           |
| --------------------------- | ----------------- | -------------------------------------------------------------------- | ------------------------- | -------------- |
| Markvartice, ehem. Nr. 1 () | Feste Markersdorf | Feste Markvartice, später durch das Herrenhaus „Rotenhof“ ersetzt    | 17616/5-5029 Info Katalog |                |
| Markvartice (Standort)      | Martinskirche     | Kirche des hl. Martin, Kreuzkapelle, Einfriedung mit Tor und Treppen | 33530/5-3836 Info Katalog | weitere Bilder |

## Růžová(Rosendorf)
| Lage                                                               | Objekt                    | Beschreibung                                 | ÚSKP-Nr.                  | Bild               |
| ------------------------------------------------------------------ | ------------------------- | -------------------------------------------- | ------------------------- | ------------------ |
| Růžová 193 (Standort)                                              | Bauernhaus Nr. 193        | Bauerngehöft                                 | 47294/5-3910 Info Katalog | Bauernhaus Nr. 193 |
| Růžová 286 (Standort)                                              | Windmühle                 | Windmühle                                    | 23681/5-3908 Info Katalog | weitere Bilder     |
| Růžová (Standort)                                                  | Kirche St. Peter und Paul | Kirche St. Peter und Paul                    | 18306/5-3905 Info Katalog | weitere Bilder     |
| Růžová, an der Straße von Růžová nach Srbská Kamenice (Standort)   | Sühnekreuz                | Sühnekreuz von 1792 (Riedel-Kreuz)           | 44065/5-5383 Info Katalog | Sühnekreuz         |
| Kamenická Stráň (Kamnitzleiten) (Standort)                         | Grundmühle                | Dolský mlýn (Grundmühle)                     | 102346 Info Katalog       | weitere Bilder     |
| Kamenická Stráň, am Weg vom unteren zum oberen Ortsteil (Standort) | Gutbauer-Bildstock        | Bildstock, benannt nach dem Stifter Gutbauer | 100469 Info Katalog       | Gutbauer-Bildstock |
| Kamenická Stráň 1 (Standort)                                       | Bauernhaus Nr. 1          | Bauerngehöft                                 | 35862/5-3929 Info Katalog | Bauernhaus Nr. 1   |
| Kamenická Stráň 7 (Standort)                                       | Bauernhaus Nr. 7          | Bauerngehöft                                 | 22687/5-3920 Info Katalog | Bauernhaus Nr. 7   |
| Kamenická Stráň 8 (Standort)                                       | Bauernhaus Nr. 8          | Bauerngehöft                                 | 19925/5-3921 Info Katalog | Bauernhaus Nr. 8   |
| Kamenická Stráň 9 (Standort)                                       | Bauernhaus Nr. 9          | Bauerngehöft                                 | 44726/5-3922 Info Katalog | Bauernhaus Nr. 9   |
| Kamenická Stráň 10 (Standort)                                      | Bauernhaus Nr. 10         | Bauerngehöft                                 | 26455/5-3923 Info Katalog | Bauernhaus Nr. 10  |
| Kamenická Stráň 11 (Standort)                                      | Bauernhaus Nr. 11         | Bauerngehöft                                 | 15756/5-3924 Info Katalog | Bauernhaus Nr. 11  |
| Kamenická Stráň 12 (Standort)                                      | Bauernhaus Nr. 12         | Bauerngehöft                                 | 22056/5-3926 Info Katalog | Bauernhaus Nr. 12  |
| Kamenická Stráň 13 (Standort)                                      | Bauernhaus Nr. 13         | Bauerngehöft                                 | 16535/5-3925 Info Katalog | Bauernhaus Nr. 13  |
| Kamenická Stráň 26 (Standort)                                      | Bauernhaus Nr. 26         | Bauerngehöft                                 | 39907/5-3927 Info Katalog | BW                 |
| Kamenická Stráň 33 (Standort)                                      | Bauernhaus Nr. 33         | Bauerngehöft                                 | 40549/5-3930 Info Katalog | Bauernhaus Nr. 33  |
| Kamenická Stráň 35 (Standort)                                      | Bauernhaus Nr. 35         | Bauerngehöft                                 | 39347/5-3933 Info Katalog | Bauernhaus Nr. 35  |
| Kamenická Stráň 36 (Standort)                                      | Bauernhaus Nr. 36         | Bauerngehöft                                 | 24931/5-3931 Info Katalog | Bauernhaus Nr. 36  |
| Kamenická Stráň 40 (Standort)                                      | Bauernhaus Nr. 40         | Bauerngehöft                                 | 47009/5-3928 Info Katalog | BW                 |
| Kamenická Stráň 41 (Standort)                                      | Bauernhaus Nr. 41         | Bauerngehöft                                 | 17877/5-3932 Info Katalog | Bauernhaus Nr. 41  |

## Staré Křečany(Alt Ehrenberg)
| Lage                                                                                      | Objekt                                          | Beschreibung                                       | ÚSKP-Nr.                  | Bild                                            |
| ----------------------------------------------------------------------------------------- | ----------------------------------------------- | -------------------------------------------------- | ------------------------- | ----------------------------------------------- |
| Staré Křečany (Standort)                                                                  | Nepomuk-Kirche                                  | Kirche des hl. Johannes von Nepomuk                | 36575/5-3961 Info Katalog | weitere Bilder                                  |
| Staré Křečany ()                                                                          | Nepomuk-Statue                                  | Nepomuk-Statue                                     | 14333/5-3962 Info Katalog | Nepomuk-Statue                                  |
| Staré Křečany ()                                                                          | Antonius-Statue                                 | Statue des hl. Antonius                            | 20080/5-3963 Info Katalog |                                                 |
| Staré Křečany 15 (Standort)                                                               | Gasthaus                                        | Gasthaus                                           | 12332/5-5497 Info Katalog | BW                                              |
| Staré Křečany 16 (Standort)                                                               | Bauernhaus Nr. 16                               | Bauerngehöft                                       | 12330/5-5498 Info Katalog | BW                                              |
| Staré Křečany 32 (Standort)                                                               | Pfarrhaus                                       | Pfarrhaus                                          | 15748/5-3964 Info Katalog | weitere Bilder                                  |
| Staré Křečany 311 (Standort)                                                              | Bauernhaus Nr. 311                              | Bauerngehöft                                       | 12331/5-5496 Info Katalog | BW                                              |
| Kopec (Hemmehübel) ()                                                                     | Säule mit Statue des hl. Antonius               | Säule mit Statue des hl. Antonius                  | 44068/5-5386 Info Katalog | Säule mit Statue des hl. Antonius               |
| Kopec 18 (Standort)                                                                       | Bauernhaus Nr. 18                               | Bauerngehöft (Umgebindehaus)                       | 43791/5-3602 Info Katalog | weitere Bilder                                  |
| Brtníky Nr. 39 (Zeidler) (Standort)                                                       | Bauernhaus Nr. 39                               | Bauerngehöft, früher Nr. 165                       | 35739/5-3600 Info Katalog | Bauernhaus Nr. 39                               |
| Brtníky, im oberen Teil des Dorfes an der Kreuzung in der Nähe vom Haus Nr. 61 (Standort) | Mater-Dolorosa-Statue                           | Mater-Dolorosa-Statue (Statue auf der Säule fehlt) | 100662 Info Katalog       | weitere Bilder                                  |
| Brtníky (Standort)                                                                        | Skulptur des hl. Johannes von Nepomuk und Pietà | Skulptur des hl. Johannes von Nepomuk und Pietà    | 105560 Info Katalog       | Skulptur des hl. Johannes von Nepomuk und Pietà |
| Brtníky ()                                                                                | Sühnekreuz                                      | Sühnekreuz (2014 bei Forstarbeiten beschädigt)     | 44066/5-5384 Info Katalog | Sühnekreuz                                      |

## Těchlovice(Tichlowitz)
| Lage                                                      | Objekt                     | Beschreibung                        | ÚSKP-Nr.                  | Bild                       |
| --------------------------------------------------------- | -------------------------- | ----------------------------------- | ------------------------- | -------------------------- |
| Těchlovice 48 (Standort)                                  | Bauernhaus Nr. 48          | Bauerngehöft, früher Nr. 303        | 17236/5-4001 Info Katalog | BW                         |
| Těchlovice (Standort)                                     | Kirche Johannes der Täufer | Kirche des hl. Johannes des Täufers | 26917/5-3997 Info Katalog | Kirche Johannes der Täufer |
| Těchlovice 38 (Standort)                                  | Brauerei                   | Brauerei                            | 44846/5-3998 Info Katalog | BW                         |
| Babětín (Babutin) (Standort)                              | Vrabinec (Sperlingstein)   | Burgruine Vrabinec (Sperlingstein)  | 47092/5-4002 Info Katalog | weitere Bilder             |
| Babětín 132, an der Landstraße nach Těchlovice (Standort) | Bauernhaus Nr. 132         | Bauerngehöft, früher Nr. 10         | 31085/5-4003 Info Katalog | BW                         |
| Přední Lhota 158 (Nieder Wellhotten) (Standort)           | Bauernhaus Nr. 158         | Bauerngehöft, früher Nr. 6          | 42028/5-4004 Info Katalog | BW                         |
| Přední Lhota (Standort)                                   | Dreifaltigkeitskapelle     | Dreifaltigkeitskapelle              | 101298 Info Katalog       | BW                         |
| Zadní Lhota 6 (Ober Wellhotten) (Standort)                | Bauernhaus Nr. 6           | Bauerngehöft, früher Nr. 506        | 46284/5-4005 Info Katalog | BW                         |

## Velká Bukovina(Groß Bocken)
| Lage                                    | Objekt                | Beschreibung                              | ÚSKP-Nr.                  | Bild           |
| --------------------------------------- | --------------------- | ----------------------------------------- | ------------------------- | -------------- |
| Velká Bukovina 8 (Standort)             | Bauernhaus Nr. 8      | Bauerngehöft                              | 27421/5-4046 Info Katalog | BW             |
| Velká Bukovina 65 (Standort)            | Bauernhaus Nr. 65     | Bauerngehöft                              | 17235/5-4045 Info Katalog | BW             |
| Velká Bukovina 146 (Standort)           | Feste                 | Feste, zerstört                           | 32001/5-4044 Info Katalog | BW             |
| Malá Bukovina (Klein Bocken) (Standort) | Kirche des hl. Wenzel | Kirche des hl. Wenzel mit Antonius-Statue | 40892/5-3822 Info Katalog | weitere Bilder |

## Velký Šenov(Groß Schönau)
| Lage                                   | Objekt                                            | Beschreibung                                                                 | ÚSKP-Nr.                  | Bild                                  |
| -------------------------------------- | ------------------------------------------------- | ---------------------------------------------------------------------------- | ------------------------- | ------------------------------------- |
| Velký Šenov, Ortsmitte (Standort)      | Bartholomäuskirche                                | Kirche das hl. Bartholomäus, mit Einfriedung, 17 Grabsteinen und Gedenkkreuz | 50183/5-5872 Info Katalog | weitere Bilder                        |
| Velký Šenov (Standort)                 | Skulpturengruppe mit dem hl. Johannes von Nepomuk | Skulpturengruppe mit dem hl. Johannes von Nepomuk                            | 17234/5-4049 Info Katalog | weitere Bilder                        |
| Velký Šenov, bei Nr. 127 (Standort)    | Statue des hl. Johannes von Nepomuk               | Statue des hl. Johannes von Nepomuk                                          | 100664 Info Katalog       | weitere Bilder                        |
| Velký Šenov 215 (Standort)             | Haus Nr. 215                                      | Bauerngehöft (Umgebindehaus)                                                 | 105063 Info Katalog       | weitere Bilder                        |
| Velký Šenov, Vilémovská 255 (Standort) | Skulptur des hl. Johannes von Nepomuk             | Skulptur des hl. Johannes von Nepomuk, im Garten des Hauses Nr. 255          | 105388 Info Katalog       | Skulptur des hl. Johannes von Nepomuk |
| Knížecí (Fürstenwalde) (Standort)      | Statue der Maria Immaculata                       | Statue der Maria Immaculata, in der Nähe vom Haus Nr. 1                      | 105387 Info Katalog       | BW                                    |

## Veselé(Freudenberg)
| Lage                  | Objekt             | Beschreibung                 | ÚSKP-Nr.                  | Bild           |
| --------------------- | ------------------ | ---------------------------- | ------------------------- | -------------- |
| Veselé 142 (Standort) | Bauernhaus Nr. 142 | Bauerngehöft (Umgebindehaus) | 34987/5-4073 Info Katalog | weitere Bilder |

## Vilémov(Wölmsdorf)
| Lage                                              | Objekt                                | Beschreibung                          | ÚSKP-Nr.                  | Bild           |
| ------------------------------------------------- | ------------------------------------- | ------------------------------------- | ------------------------- | -------------- |
| Vilémov 39 (Standort)                             | Haus Nr. 39                           | Wohnhaus (Umgebindehaus)              | 12333/5-5483 Info Katalog | weitere Bilder |
| Vilémov 71 (Standort)                             | Bauernhaus Nr. 71                     | Bauerngehöft (Umgebindehaus)          | 31149/5-4075 Info Katalog | weitere Bilder |
| Vilémov, auf der Brücke bei der Kirche (Standort) | Statue des hl. Josef und der hl. Anna | Statue des hl. Josef und der hl. Anna | 41340/5-4076 Info Katalog | weitere Bilder |
| Vilémov (Standort)                                | Kirche Maria Verkündigung             | Kirche Maria Verkündigung             | 14619/5-4074 Info Katalog | weitere Bilder |